# Gacià de Tours
Gacià de Tours o Gracià (Itàlia?, segle iii - Tours, Aude, ca. 307) va ésser el primer bisbe de Tours, venerat com a sant per diverses confessions cristianes.

## Vida
Gairebé no hi ha dades sobre la vida de Gacià. Era un dels set apòstols dels gals enviats pel papa Fabià I cap al 250 per cristianitzar la Gàl·lia, en el consolat de Deci i Grat. En una carta que el papa Zòsim I escriu a un bisbe gal, esmenta aquest fet.
Gregori de Tours, diu que Gacià va ésser entre els preveres enviats des de Roma; mentre que d'altres moriren màrtirs, Gacià va predicar a la Gàl·lia Lugdunense i a Tours durant cinquanta anys, i va formar a Narbona una comunitat cristiana estable, de la que va ésser el primer bisbe. Al començament, però, la població era hostil i va haver de celebrar els oficis a les catacumbes. Va morir-hi de mort natural i fou sebollit en un cementiri proper a la ciutat.
Posteriorment, es desenvolupà una llegenda que identificava aquest bisbe amb un personatge del segle i, llegendari, que hauria estat enviat a la Gàl·lia pel mateix Sant Pere apòstol.

## Veneració
La seva festa litúrgica és el 18 de desembre. Un segle més tard de la seva mort, Martí de Tours, tercer bisbe de la ciutat, va fer traslladar la seva despulla a una església que havia fet construir el segon bisbe, Lidoric. Sobre ella s'aixecà la catedral de Saint-Gatien s'edificà sobre el lloc de sepultura del sant bisbe, a una necròpolis cristiana. Inicialment dedicada a Sant Maurici d'Agaunum, en 1357 es dedicà a Gacià.